# Sotiris Leontiou
Sotiris Leontiou, född 17 juli 1984 i Grekland, är en grekisk fotbollsspelare som sedan 2014 spelar i Thesprotos.
Leontiou spelade i klubben Panathinaikos FC mellan 2005-2012.